# 한밤중의 비
《한밤중의 비》(일본어: 真夜中の雨 마요나카노아메[*])는 TBS 계열에서 2002년 10월 ~ 12월에 카네보 목요극장으로 방송된 드라마이다.

## 등장인물
- 토쿠라 타카시 (都倉隆)：오다 유지
- 미즈사와 유키코 (水澤由希子)：마츠유키 야스코
- 이즈미다 슌스케 (泉田俊介)：아베 히로시
- 히로타 마키 (広田マキ)：다나카 미사토
- 히구치 코이치 (樋口功一)：사토 지로
- 이즈미다 노부야 (泉田信哉)：마츠오카 슌스케
- 이즈미다 카오리 (泉田香織)：야마다 마이코
- 미와 타다시 (三輪忠志)：사토이 켄타
- 아타가와 오사무 (熱川治虫)：와타나베 잇케이
- 안도 히로시 (安藤浩)：이시구로 켄
- 이즈미다 케이이치로 (泉田慶一郎)：나가츠카 쿄조

## 부제 및 시청률
| 각회   | 부제                                                          |
| ------ | ------------------------------------------------------------- |
| 제1화  | 위험한 해후 (危険なめぐり逢い)                                |
| 제2화  | 그의 슬픈 고백 (彼の悲しい告白)                               |
| 제3화  | 21년간 계속 자는 남자의 정체 (21年間も眠り続ける男の正体)     |
| 제4화  | 가슴이 찢어지는 슬픈 추억 (胸が引き裂かれる辛い思い出)        |
| 제5화  | 숲에서 사라진 남자의 놀라운 정체 (森に消えた男の驚くべき正体) |
| 제6화  | 그가 움직인다 (彼が動き出す)                                  |
| 제7화  | 아버지의 깊은 충격 (父の深い衝撃)                             |
| 제8화  | 아버지와 두 명의 아들 (父と二人の息子)                        |
| 제9화  | 모든 것은 우연이 아니었다! (すべては偶然ではなかった!)        |
| 제10화 | 진범 (真犯人)                                                 |
| 최종화 | 비가 그칠 때 (雨の終わるとき)                                 |

평균시청률 13.7%（칸토지구 비디오 리서치 조사）

## 주제가
- 오다 유지 - 그런 것이겠지 (そんなもんだろう)

작사・작곡：ASKA, 편곡：마츠모토 아키히코

## 스탭
- 각본：후쿠다 야스시
- 음악：스미토모 노리히토
- 프로듀서：이토사노 히데키, 세토구치 카츠아키
- 연출：와카마츠 세츠로, 후쿠자와 카츠오, 마츠바라 히로시, 무라타니 요시노리
- 제작：TBS, 교도 TV